# جاسپند (نوواژه)
جاسپِند (جاسوسی-پنداری) یکی از زیرژانر تخیلی جاسوسی است که شامل عناصر علمی–تخیلی است و اغلب با جنگ سرد همراه است. از ویژگی‌های جاسپِند می‌توان به تأثیرات فناوری در تجارت جاسوسی و ابزارهای تکنولوژیکی مورد استفاده شخصیت‌ها اشاره کرد، حتی اگر فناوری‌ها و ابزارهای به تصویر کشیده شده فراتر از واقعیت علمی فعلی باشد.

## فیلم و تلویزیون
- قدرت‌های آستین (مجموعه فیلم‌ها)[۷] [کدام صفحه؟]
- کینگزمن (مجموعه تلویزیونی)
- انتقام‌جویان (مجموعه تلویزیونی)[۸] [کدام صفحه؟]
- تغییر چهره[۹]
- جیمز باند (مجموعه فیلم‌ها)[۱۰] [کدام صفحه؟]
- مأموریت: غیرممکن (مجموعه تلویزیونی)[۱۱]
- بچه‌های جاسوسی (مجموعه فیلم‌ها)
- جاسوسان بی‌نقص (مجموعه تلویزیونی)
- انگاشته
- زندانی (مجموعه تلویزیونی)
- مأمور کارتر (مجموعه تلویزیونی)
- قهرمانان (مجموعه تلویزیونی)
- ایان فلاکس (مجموعه انیمیشن)
- سلاح عریان (مجموعه فیلم‌ها)
- کاندیدای منچوری